# سامسونج جالكسي 3
سامسونج i5800 (بالإنجليزية: Samsung i5800)‏ هو هاتف محمول من سامسونج ضمن سلسلة سامسونج جالاكسي يعمل بنظام أندرويد، تم طرحه في الأسواق في 2010.

## الخصائص
- نظام التشغيل: أندرويد
- الكاميرا الخلفية: 3.2 ميجابكسل
- الشاشة: إل سي دي 240 × 400
- الوزن: 109 غرام
- المعالج: 366 ميجا هرتز
- الذاكرة: 256 ميجابايت
- التخزين: 512 ميجابايت